# Purshia glandulosa
Purshia glandulosa ist eine Pflanzenart aus der Gattung Purshia innerhalb der Familie der Rosengewächse (Rosaceae). Von der TNC wird die Art als „ungefährdet“ („G5“) eingestuft. Englischsprachige Trivialnamen sind desert bitterbrush und Mojave antelope brush.

## Beschreibung

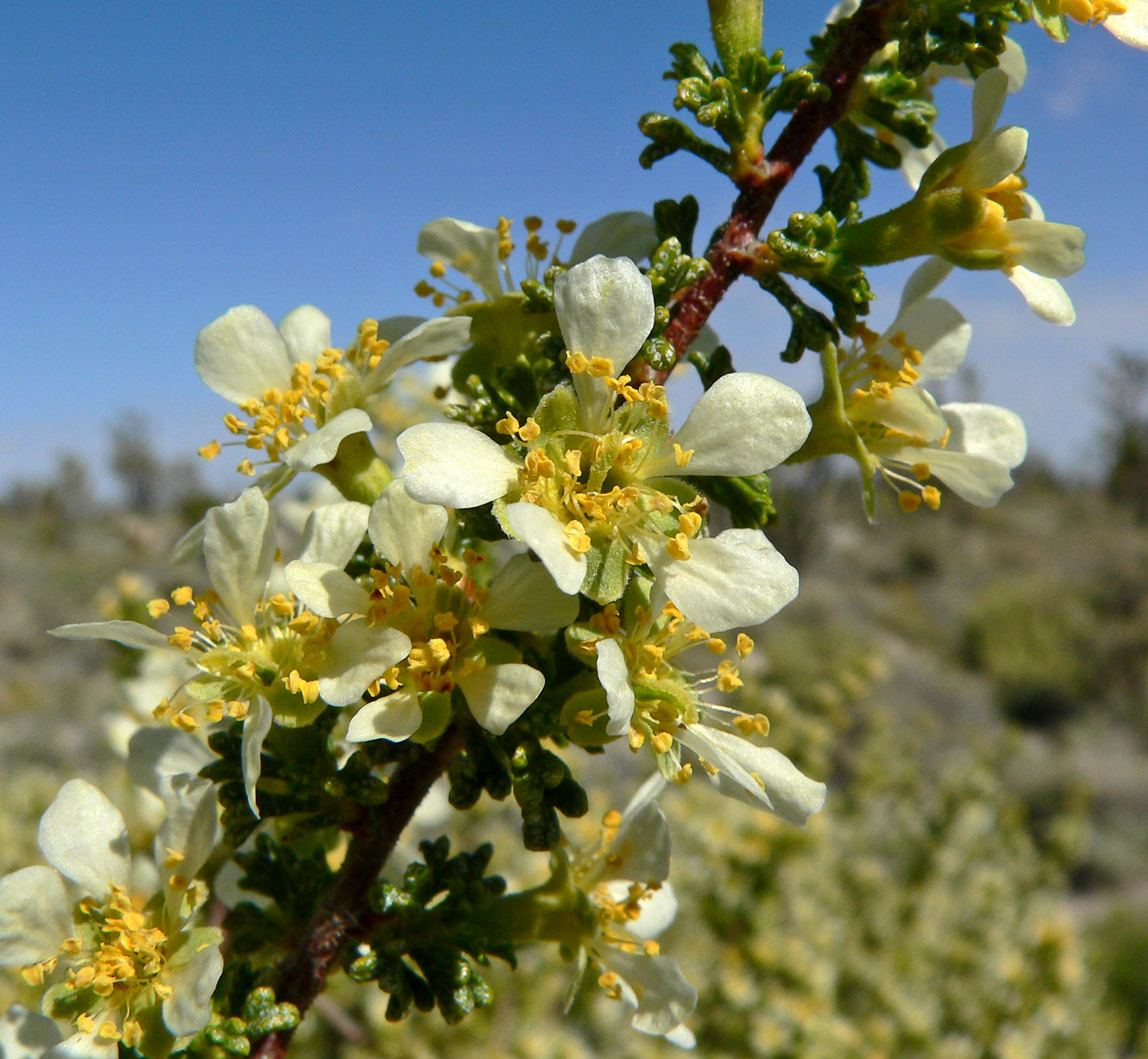
Zweig mit Blüten im Detail

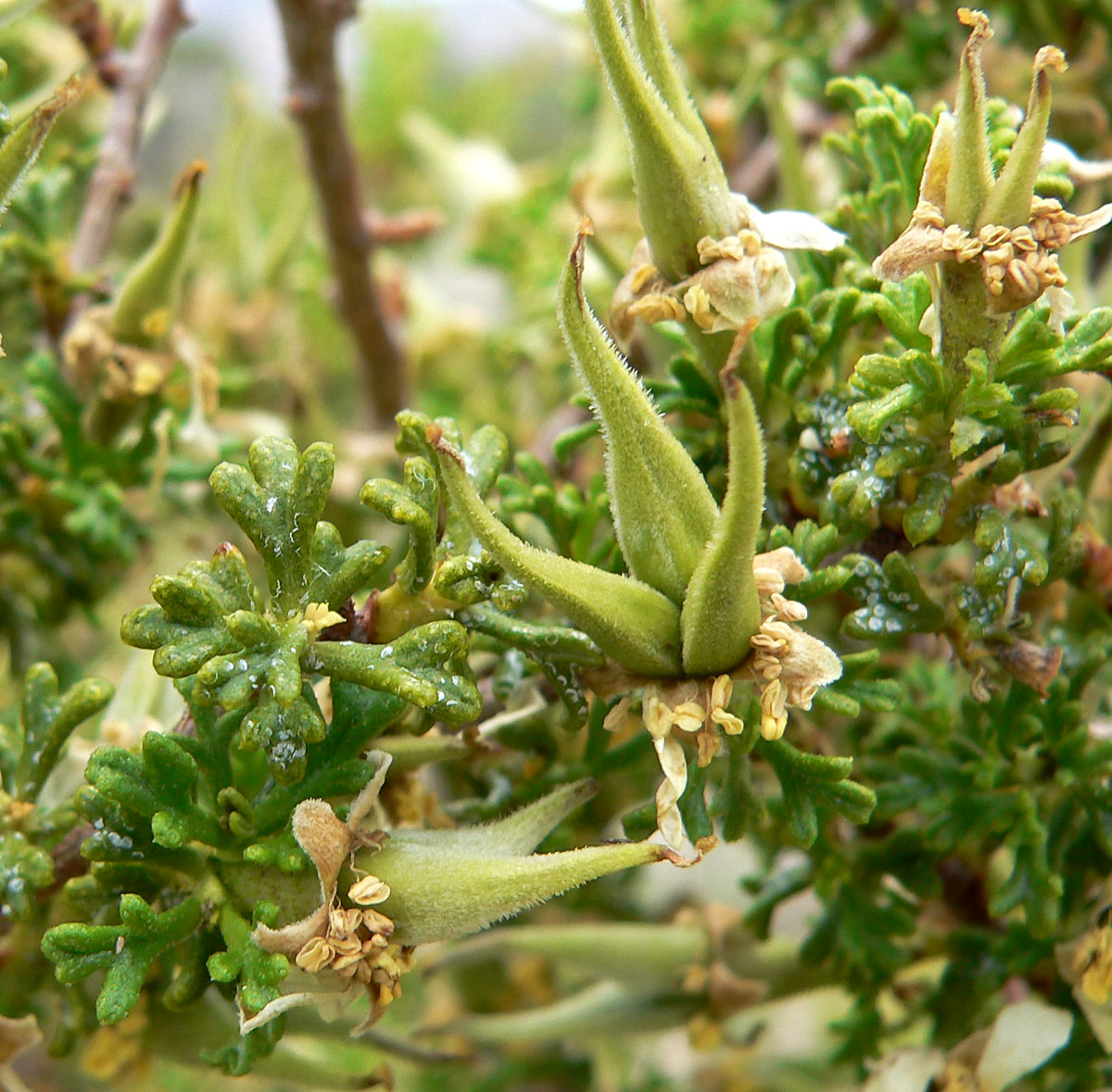
Fruchtstand

### Vegetative Merkmale
Purshia glandulosa ist ein immergrüner Strauch, der Wuchshöhen von bis zu 4,5 Metern erreicht, der jedoch abhängig von den Umweltbedingungen oft kleiner bleibt. Er hat eine Pfahlwurzel, die bis fast 5 Meter Tiefe reichen kann, eine Anpassung an die in seinem Lebensraum herrschende Trockenheit. Die Zweige sind meist drüsig.
Die stumpfen und dicklichen, bis fünflappigen, schwach behaarten Laubblätter sind verkehrt-eiförmig mit umgebogenem, oft drüsigem Rand.

### Generative Merkmale
Die Blüten sind weiß bis gelblich und fünfzählig mit doppelter Blütenhülle. Es ist ein Blütenbecher vorhanden. Die Blütezeit reicht – abhängig von der Varietät – von Februar bis Juni. Es sind einige kurze Staubblätter und eines bis selten drei mittelständige Fruchtblätter vorhanden. Es werden kurz geschnäbelte und feinborstige Achänen im Blütenbecher mit Kelchblättern und Staubblattresten gebildet.

## Ökologie
Zuweilen erzeugt die Pflanze Wurzelknöllchen, mit denen sie Stickstoff fixieren kann.
Purshia glandulosa reproduziert sich durch Samen, Absenker und Austreiben aus der Wurzelkrone. Sie kann sich auch aus Wurzelstückchen regenerieren, die mehrere Fuß tief im Boden austreiben. Eine Fortpflanzung durch Samen ist relativ selten, weil diese Samen nur eine sehr geringe Keimrate besitzen und sie nicht leicht Setzlinge erzeugen, die überlebensfähig sind. Die Samen haben eine sehr harte Schale und keimen besser, wenn sie stratifiziert wurden. Außerdem beginnen die Pflanzen erst im Alter von etwa zehn Jahren überhaupt Samen zu produzieren.

## Vorkommen
Purshia glandulosa ist für den Südwesten der Vereinigten Staaten (Kalifornien, Arizona, Süd-Nevada und Utah) endemisch. Innerhalb dieser Region kommt sie im Großen Becken, der Mojave-Wüste und im Chaparral-Strauchsteppen-Ökoton in der östlichen Sierra Nevada, den Tehachapi Mountains, den Transverse Ranges und den Peninsular Ranges vor. Weitere besiedelte Lebensräume sind Pinyon a-Wacholder-Wälder, Nadelwälder und Josuabaum-Gebiete.
Purshia glandulosa kann viele Bodentypen besiedeln, hauptsächlich gut durchlüftete. Sie kann auch auf äußerst spärlichen Bodenschichten wie auf Felsvorsprüngen siedeln und wird auf erodierten felsigen Lebensräumen zur Pionierpflanze. Große Mengen Wassers, insbesondere im Sommer, werden von ihr nicht toleriert; sie besiedelt vorwiegend Lebensräume mit einem Jahresniederschlag von etwa 10 in (254 mm). Purshia glandulosa ist feuertolerant; sie treibt schnell aus Absenkern und Wurzelstöcken aus, nachdem die oberirdischen Teile verbrannt wurden. Die Varietäten wachsen in unterschiedlichen Höhenlagen von 500 bis 3500 Metern.

## Systematik
Die Art Purshia glandulosa entstand als Hybriden zwischen Purshia stansburyana und Purshia tridentata. Sie wird gelegentlich für eine Varietät Purshia tridentata var. glandulosa von Purshia tridentata gehalten. Sie kann mit beiden Elternarten erneut Hybride bilden.

## Nutzung
Die Navajo, Klamath, Paiute, Shoshonen und andere indigene Stämme nutzten Purshia glandulosa als traditionelle Heilpflanze.
Die Pflanze stellt ein gutes Futtermittel für wilde Huftiere wie den Gabelbock, aber auch für Haustiere dar. Da das Laub nicht in Gänze abgeworfen wird, ist es auch im Winter verfügbar.